# Самуэлево (Минский район)
Самуэлево (бел. Самуэ́лева) — деревня в Минском районе Минской области Республики Беларусь. В составе Крупицкого сельсовета.

## География
Расположена в 21 км от Минска.
Пролегает дорога Н-9038.

### Гидрография
Река Птичь (приток Припяти). Рядом расположен пруд Самуэлево.

## История
В 1588 году село Самолево — собственность В. Невельского, в Минском уезде Минского воеводства Великого Княжества Литовского. В 1667 году имение Самуэлево, 10 дымов, собственность Т. Костровицкого. В середине XVIII века Самуэлево держали Свентицкие, потом здесь были кровные Радзивиллов Моравцы, следующими правили Карказевич и Акулолове. В конце XVIII века собственность Доминика Иеронима Радзивилла.
После второго раздела Речи Посполитой 1793 года в составе Российской империи.
Доминик Иероним Радзивилл погиб в 1813 году в армии Наполеона. Он в браке с Теофилой Моравской имел дочь Стефанию и сына Александра. Александр был лишен княжеского титула в Российской империи. В 1828 году Стефания Радзивилл вышла замуж за сына героя войны 1812 года Петра Христиановича Витгенштейна Льва (Людвига).
В 1858 году собственность князя Петра Львовича Витгенштейна, сына Стефании и Льва, в Игуменском уезде Минской губернии. На землях имения селились «вольные хлебопашцы». В 1870 году в Дудичской волости Игуменского уезда Минской губернии. В 1879 году Петр Витгенштейн продал Самуэлево, в том числе Подлядье, Эмерику Чапскому..
В Первую мировую войну в феврале—декабре 1918 года была под оккупацией войск Германской империи.
В 1918 году открыта 3-летняя школа.
25 марта 1918 года согласно Третьей Уставной грамоте деревня провозглашена частью Белорусской Народной Республики. С 1 января 1919 года в соответствии с постановлением I съезда КП(б) Беларуси вошла в состав Белорусской ССР. В августе 1919—июле 1920 года и в середине октября 1920 года деревня была под оккупацией Польши.
В 1920 году в имении образован племхоз «Самуэлево», с 1922 года — совхоз, работали стельмашня и шорная мастерская. С 20 августа 1924 года деревня в Крупицком сельсовете Самохваловичского района Минского округа (до 27 июля 1930). В 1924 году открытая начальная школа, было 33 ученика. С 18 января 1931 года в Койдановском районе, с 26 мая 1935 года в Минском районе. С 20 февраля 1938 года в Минской области.
Во Вторую мировую войну с конца июня 1941 года до начала июля 1944 года оккупирована нацистской Германией.

## Население

### Численность
- 2009 год — 58 хозяйств, 159 жителей

### Динамика
- 1908 год — 1 двор, 50 жителей (имение); 1 двор, 6 жителей (мельн.)[5]
- 1917 год — 226 жителей
- 1941 год — 65 дворов, 231 житель
- 1997 год — 60 хозяйств, 163 жителя
- 1999 год — 158 жителей (перепись населения)
- 2009 год — 58 хозяйств, 159 жителей (перепись населения)[5]

## Улицы
- Дружная
- Заречная
- Кооперативная
- Луговая
- Поселковая
- Садовая
- Солнечная

## Достопримечательность
- Хозяйственные постройки (XIX век)
- Водонапорная башня
- Кленовая аллея (XIX век)

## Галерея

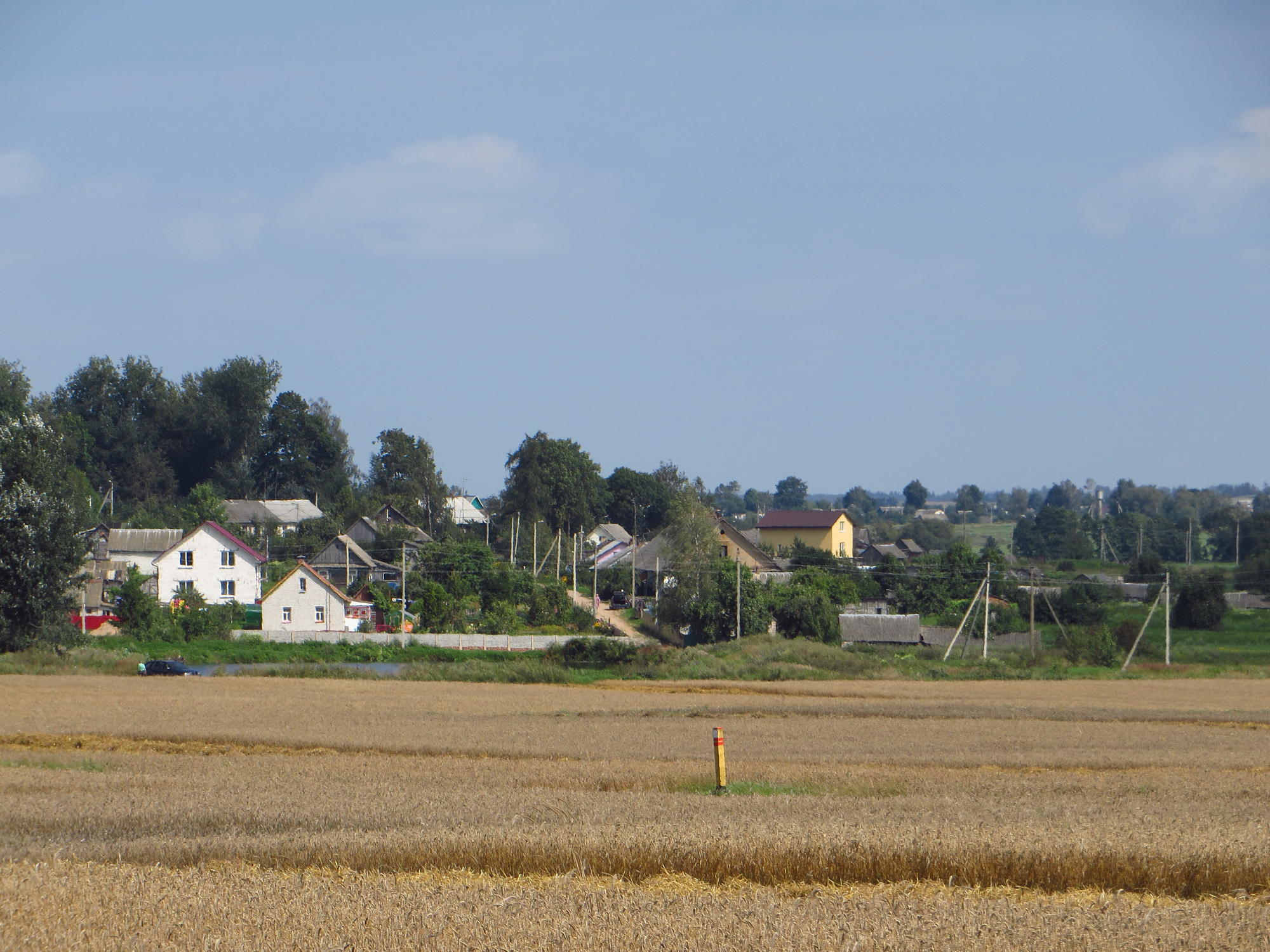
Вид с боку шоссе Н9038
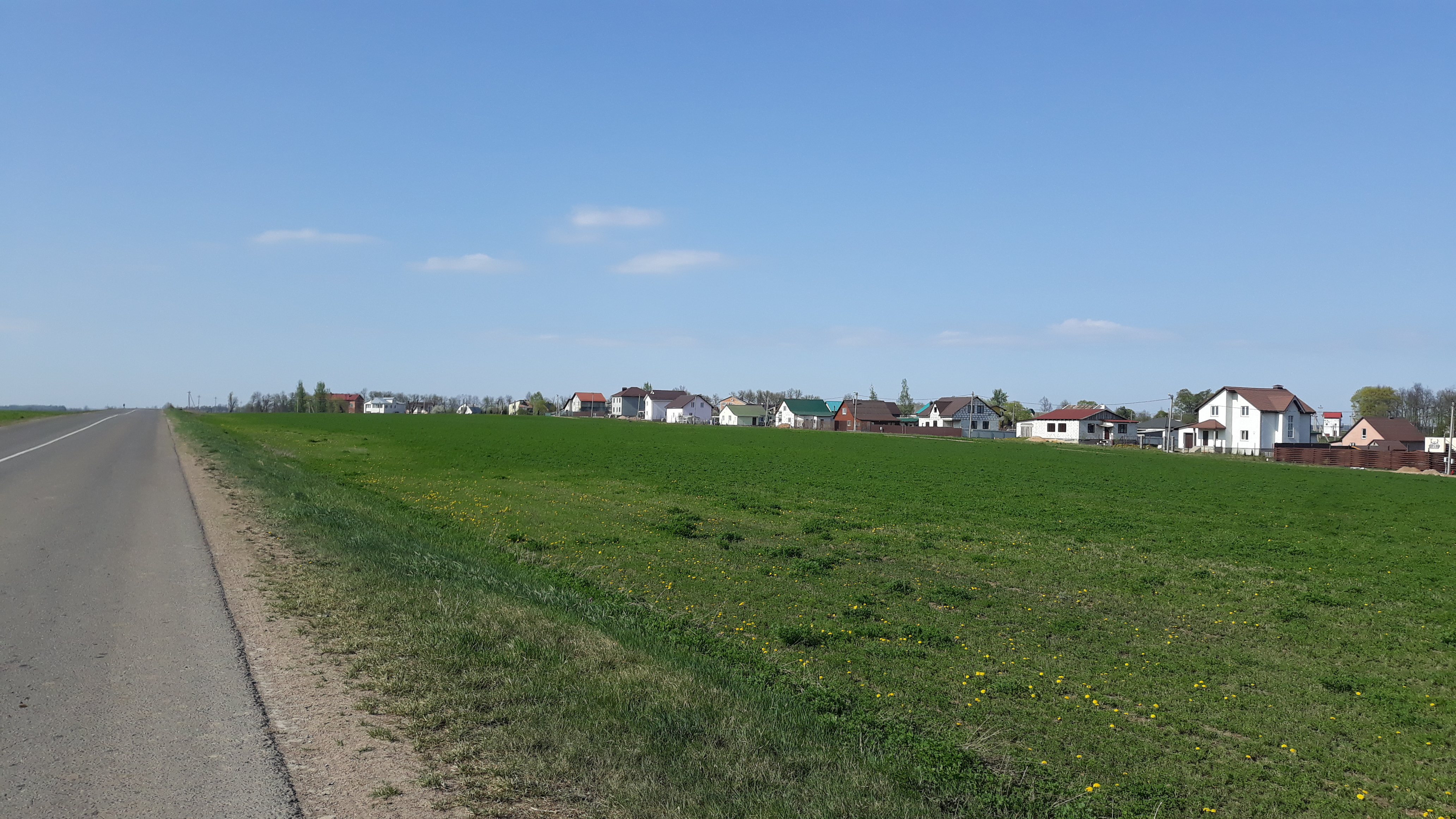
Панорама
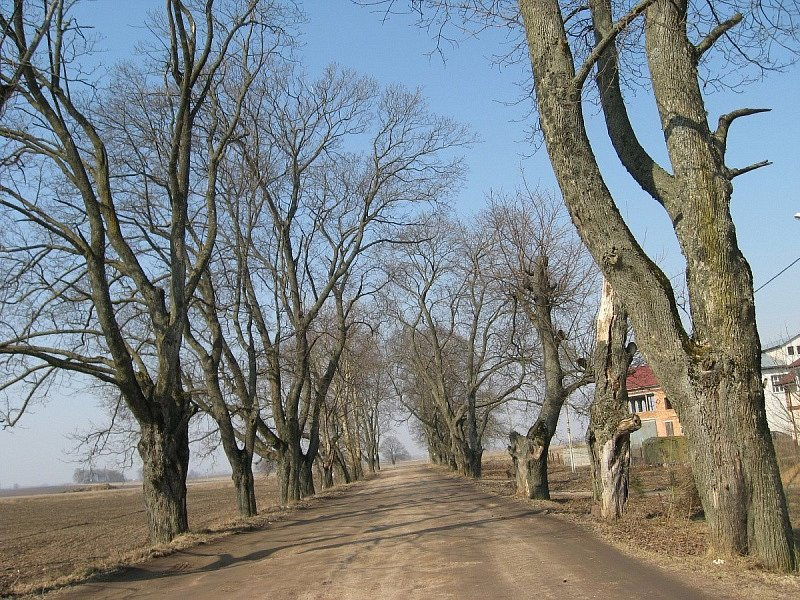
Аллея